# Altenberg (Bern)

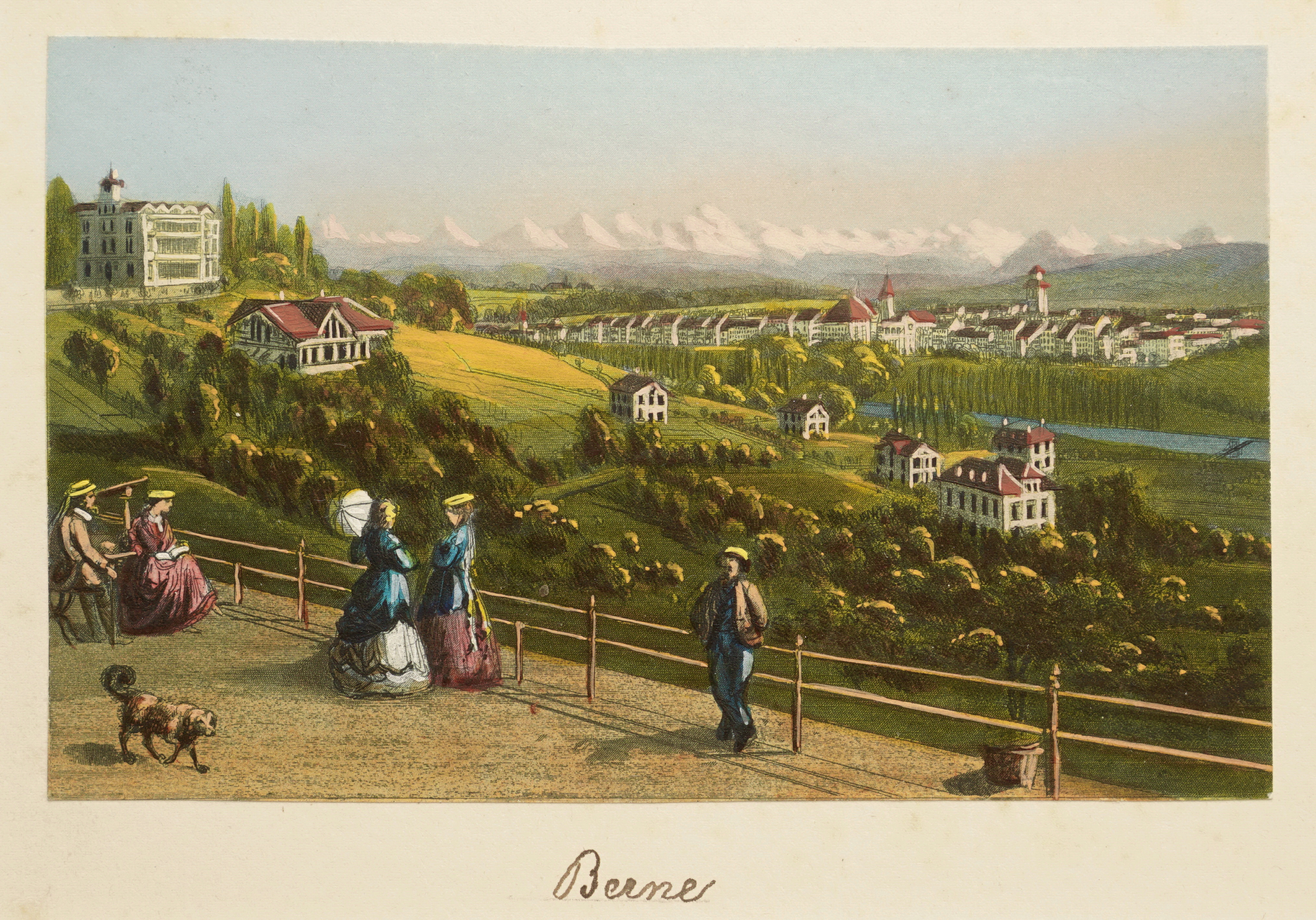
Das heutige Altenbergquartier um 1870; am rechten Bildrand der Altenbergsteg.
Radierung von Heinrich Müller

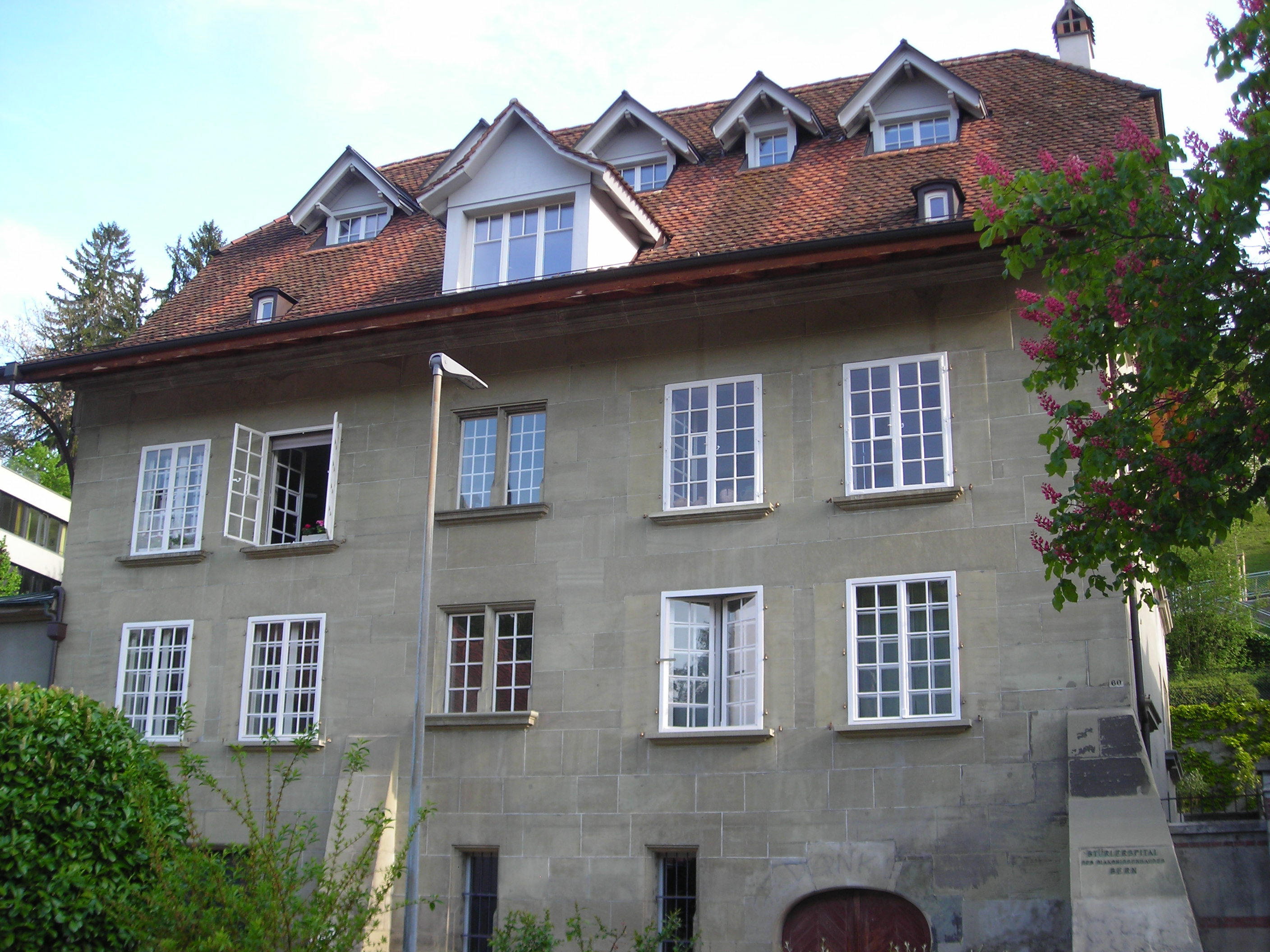
Stürlerhaus Südseite

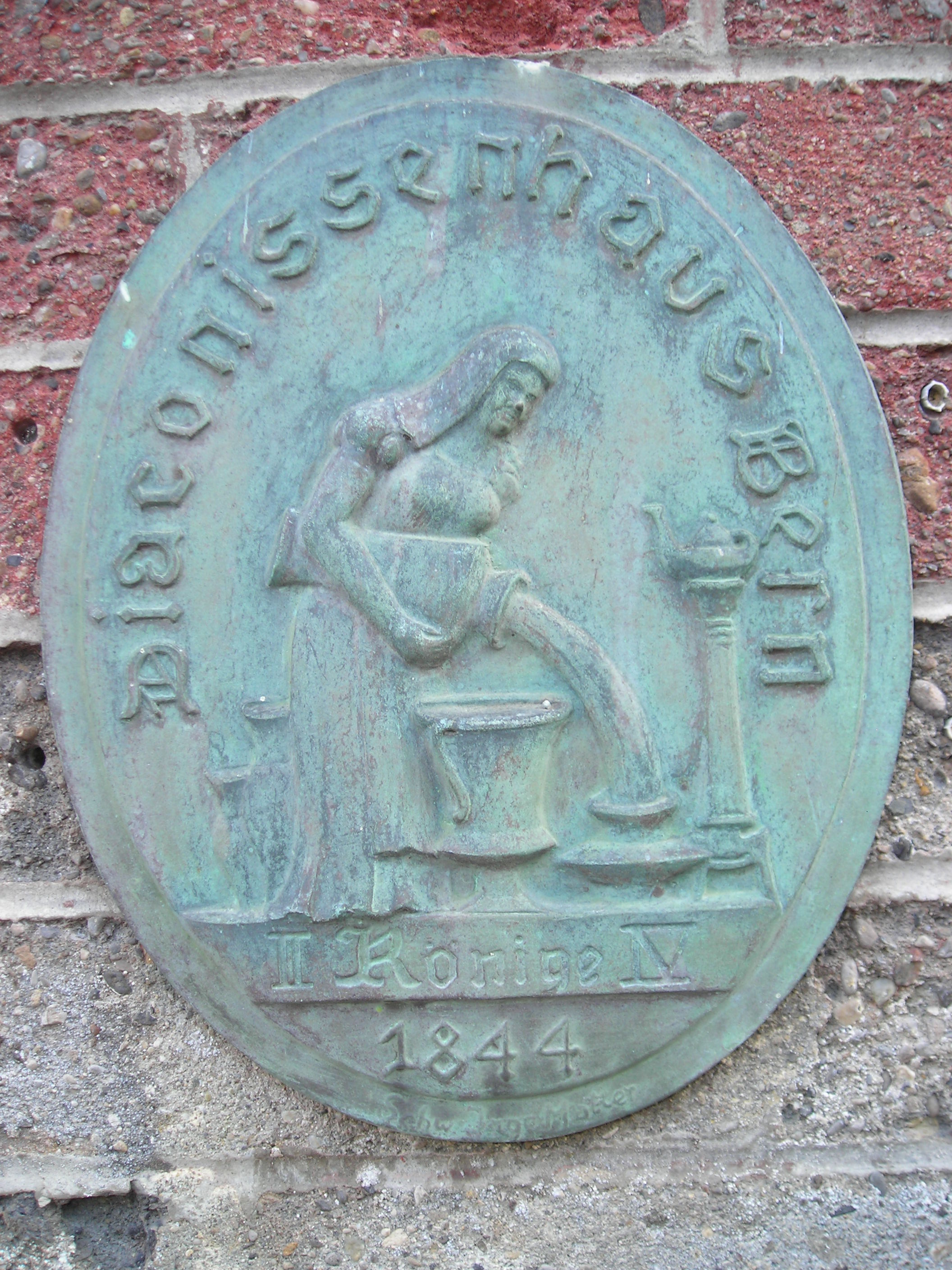
Plakette Diakonissenhaus Bern 1844, Altenbergstrasse 60

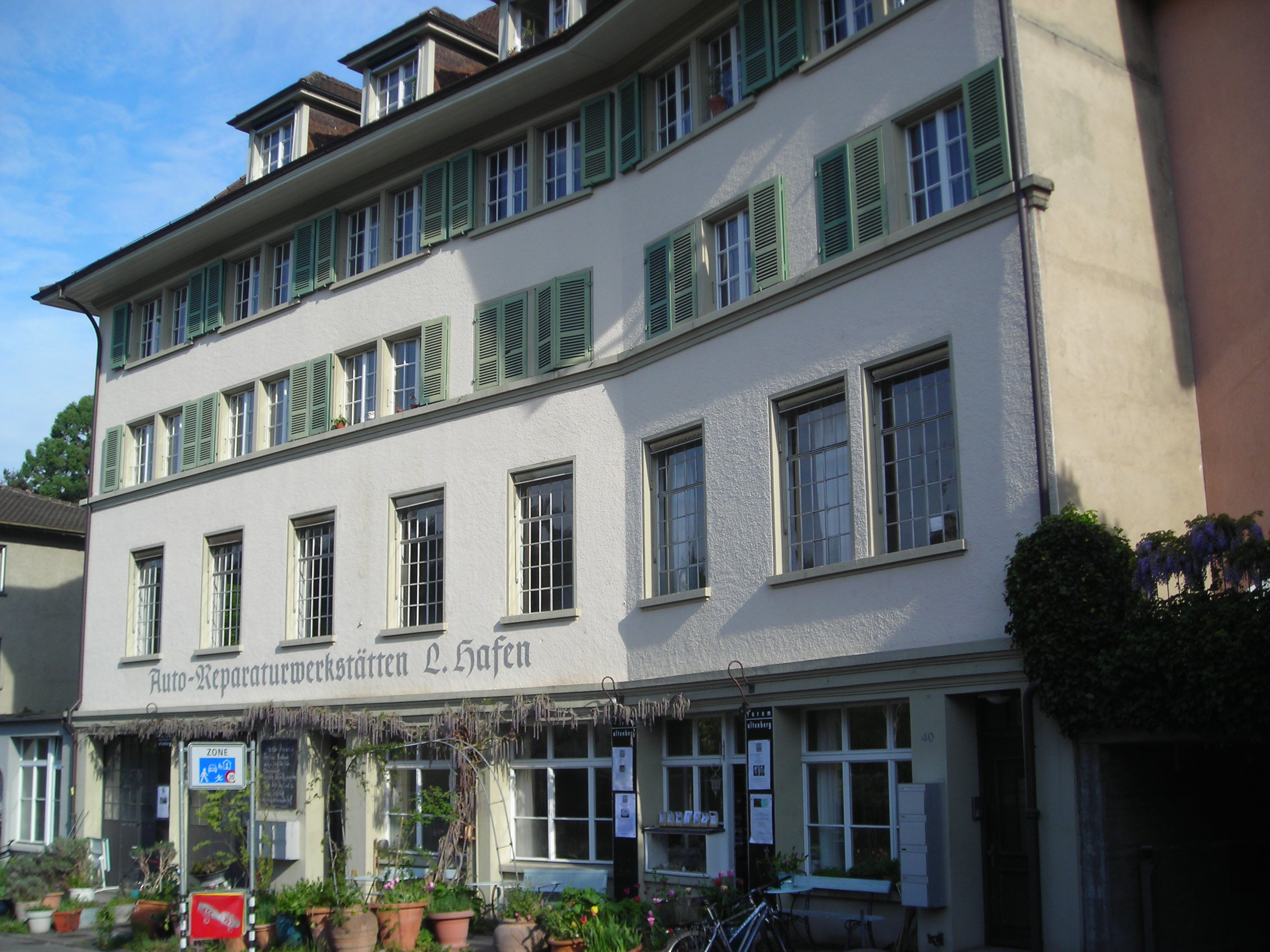
Forum Altenberg an der Altenbergstrasse 40

Der Altenberg (Ausspracheⓘ) (auch: Alteberg) ist ein statistischer Bezirk im Stadtteil Breitenrain-Lorraine (V) im Nordosten der Stadt Bern. Er wird zugleich als damit identisches gebräuchliches Quartier geführt und liegt am rechten Aarehang zwischen Aargauerstalden und Lorrainebrücke. Angrenzend sind Lorraine, Spitalacker, Rosengarten und der Bärenpark.
Im Jahr 2022 lebten dort 1380 Einwohner, davon 1145 Schweizer und 215 Ausländer.
Der Quartierverein hat sich den Namen Altenberg-Rabbental-Leist gegeben. Zum Rabbental gehört die Gegend um den Botanischen Garten von Bern, Leist bezeichnet den Freundeskreis, ein für Quartier- und Gassenleiste in Bern heute noch üblicher Begriff.

## Geschichte
Der Flurname Altenberg ist seit dem 14. Jahrhundert bekannt und wird auf das lateinische altus mons (hoher Berg) zurückgeführt.
Im Altenberg war der Ursprung des Weinanbaus in der Stadt Bern.
Um 1840 entstand der Begriff Altenbergdrittel als Bezeichnung für einen Teil des Stadt-Aussenbezirks Untenaus. Das Altenbergdrittel umfasste auch das Gebiet der Lorraine. Dieses wurde in den 1860er Jahren abgetrennt. Seither reicht das Altenbergquartier nordwestlich noch bis zum heutigen Botanischen Garten.
Die frühsten Gebäude im Altenberg dürften ein mittelalterliches Siechenhaus und das kleine Kloster Marienthal gewesen sein. Im 16. und vor allem im 17. Jahrhundert setzte die bauliche Entwicklung ein, nachdem das Krankenhaus aus dem Gebiet entfernt worden war. Wirtschaftlich dominierte im Altenberg die Landwirtschaft, insbesondere der Rebbau, bis im 17. Jahrhundert aus den Rebhäusern und Trotten zum Teil stattliche Landhäuser wurden. Das auffälligste unter ihnen ist das im Jahr 1659 errichtete Stürlerhaus (Altenbergstrasse 60), das heute als Stürlerspital bekannt ist, da es dem Diakonissenhaus Bern von 1903 bis 1918 als Spital für Nervenkranke diente. Eine Plakette an der Hausmauer erinnert an das Jahr 1844, als Sophie von Wurstemberger, die Gründerin des Diakonissenhauses Bern, die Arbeit im Krankenasyl an der Aarbergergasse 36 zusammen mit einer Magd aufnahm. Die Darstellung nimmt Bezug auf die biblische Legende «Das Öl der Witwe» (2 Kön 4,1-7 ). Wichtig für die siedlungsgeschichtliche Entwicklung des Altenbergquartiers war die Errichtung der Brücken und Stege, welche anstelle älterer Fährverbindungen das Quartier mit der Berner Altstadt verbinden: die Untertorbrücke, der Altenbergsteg, die Kornhausbrücke, die Lorrainebrücke sowie von 1858 bis 1941 die einstige Eisenbahnbrücke.

## Quartierleben
Dem heutigen Altenberg fehlt ein Quartierzentrum; vielmehr erstrecken sich die Siedlungen entlang dem ganzen rechten Aareufer sowie dem darüber liegenden, steilen Hang. Den oberen Abschluss bilden stattliche Bauten an der Hangkante. Die markanten Eckbauten sind der Kursaal im Westen und die – allerdings zum benachbarten Spitalackerquartier gehörende – Schönburg im Osten.
Nachdem der Altenberg lange landwirtschaftlich genutzt worden war, dominiert heute der Dienstleistungssektor. Bedeutend sind namentlich die Klinik Beau-Site und das Salem-Spital der Privatklinikgruppe Hirslanden, mehrere Alters- und Pflegeheime sowie der Kursaal mit Spielcasino.
Am Aareufer, wenige Meter flussabwärts vom Altenbergsteg, befindet sich ein beliebtes Ausflugsrestaurant. Es existiert seit dem Bau der ersten Holzbrücke 1834 und hiess in Anspielung darauf Café du Pont. Ab dem Sommer 2024 wird der Betrieb als Lido Altenberg nach einem neuen Konzept betrieben.
Mit der Schule für Gestaltung Bern und Biel hat eine der Berner Berufsfachschulen ihren Hauptsitz im Altenberg, genauer an der Schänzlihalde. Volksschulen und Kindergärten gibt es keine im Quartier, jedoch eine Kindertagesstätte für Kleinkinder. Bis Ende November 2014 war das Forum Altenberg im Gebäude der ehemaligen Auto-Reparaturwerkstätten L. Hafen ein beliebter Treffpunkt für kulturelle
Veranstaltungen.